# Paul Curry
Paul Curry (1917 - 1986) var vicepræsident for Blue Cross Insurance Company i New York i USA, og han var samtidig en kendt amatørtryllekunstner, som var kendt i tryllekunstnerkredse for at opfinde meget originale korttrick.
Mange tryllekunstnere har udført illusioner og effekter opfundet af Curry. Hans mest berømte trick er korttricket Out of This World, som han lavede i 1942, da han var 25 år gammel. Curry har skrevet flere bøger omhandlende sine kunstner.
Han er også tilskrevet at have opfundet det såkaldte missing square puzzle i 1953.

## Udvalgte bøger og note
- Paul Curry's Worlds Beyond (2002) ISBN 0-945296-36-3
- Magician's Magic (2003) ISBN 0-486-43176-2

1. ↑  M. Gardner, Mathematics Magic and Mystery, Dover, 1956, pp. 139-150